# Víslavce
Víslavce (922 m), dawniej Vislavice – szczyt u północnych podnóży Niżnych Tatr na Słowacji.
Wznosi się na prawym brzegu ujścia Jánskiej doliny, po północnej stronie szczytu Smrekovica (1285 m). W północno-wschodnie stoki wcinają się dolinki dwóch niewielkich i bezimiennych potoków uchodzących do Wagu, stoki północno-zachodnie opadają w kierunku szczytu Kaštielskè lazy znajdującego już w zakończeniu grzbietu Niżnych Tatr w tym miejscu. Víslavce znajduje się poza granicami Parku Narodowego Niżne Tatry.
Po północno-wschodniej stronie szczytu Vislavce znajduje się Zapač będący ostatnim na północ szczytem Niżnych Tatr w tym miejscu.